# 自由国民社
株式会社自由国民社（じゆうこくみんしゃ）は、日本の出版社。
年刊事典・用語辞典「現代用語の基礎知識」の発行、「新語・流行語大賞」の選定で知られている。
戦時中に花田清輝が入社している。かつては音楽雑誌「シンプジャーナル」（旧名「新譜ジャーナル」）、ラジオ番組専門誌「ランラジオ」、「深夜放送ファン」などを発行していた。

## 沿革
- 1928年：長谷川國雄がサラリーマン社として発足。雑誌「サラリーマン」を創刊（～1936年）
- 1936年：「サラリーマン」を「時局月報」に改称[1]
- 1943年1月：社名を時局月報社に改称[2]
- 1944年：雑誌「時局月報」を「国防国民」に改称
- 1948年10月：「現代用語の基礎知識」を発刊[3]
- 1949年12月：社名を株式会社自由国民社に変更
- 1968年9月：雑誌「新譜ジャーナル」創刊[4]
- 1970年：雑誌「深夜放送ファン」創刊
- 1974年：雑誌「ランラジオ」創刊[5]
- 1984年12月：第1回「新語・流行語大賞」を開催（2004年から「ユーキャン新語・流行語大賞」に改称）
- 1988年1月：「現代用語の基礎知識」CD-ROM版発売
- 1996年：絵本『サニーのおねがい　地雷ではなく花をください』刊行（翌年「日本絵本賞読者賞」受賞）
- 2003年：ユーキャンと「現代用語の基礎知識」に関するパートナーシップを締結
- 2005年：絵本『どんなかんじかなあ』刊行（「日本絵本賞」受賞）
- 2008年1月21日：東京都豊島区高田3丁目10番11号に本社を移転（以前は中央区にあった）

## 歴代社長
- 長谷川國雄（創業者）：1928年8月-1980年9月
- 長谷川秀記（長谷川國雄の長男）：1980年10月-1995年10月
- 横井秀明：1995年10月-2011年
- 伊藤滋：2011年10月-2021年
- 石井悟：2021年3月-2025年2月
- 竹内尚志：2025年2月26日-

## 「総解説」シリーズ
- 中国の古典名著総解説  1976
- 故事名言ことわざ総解説 1977.12
- 健康食品・総解説 梅沢企画室 編 1978/9/1
- 世界をつくった人々の伝記・自叙伝の名著・総解説 (名著・総解説ダイヤル〈no.5〉) 1978/10/1
- 世界のSF文学・総解説 名著・総解説ダイヤルNo. 7 石川喬司・伊藤典夫責任編集 1978/11/14
- 世界の奇書101冊 名著総解説ダイヤル 1978.12
- 世界の宗教と経典・総解説 : これだけは知っておきたい入門知識と宗教人物史（名著・総解説ダイヤル, NO.8）1979.2
- 中国の古典名著・総解説 (1979年) 1979/2/1
- 世界文学の名作と主人公・総解説 (名著・総解説ダイヤル〈no.6〉) 平岡昇他 1979.2
- 世界をつくった人々の伝記・自叙伝の名著・総解説 1979/3/1
- 世界の文芸と主役・脇役 総解説 長谷川国雄  1979/6/10
- 明治・大正の名著総解説 (名著・総解説ダイヤル〈no.4〉)  1980.5
- 東洋の奇書55冊 名著総解説ダイヤル別冊 前嶋信次ほか 1980.7
- 日本の奇書77冊 名著総解説ダイヤル別冊 佐藤要人ほか 1980.7
- 世界文学の名作と主人公 総解説 (名著・総解説ダイヤル NO. 6) 1981/1/1
- 世界の大発明・発見・探検 総解説 (名著・総解説ダイヤル NO. 9) 板倉聖宣 1981/1/1
- 日本の古典名著・総解説 増補新版 桑田忠親他 1981.3
- 中国の古典名著・総解説 増補改訂版 松枝茂夫他 1981.3
- 世界の古典名著・総解説 増補改訂版 城塚登他 1981.3
- 世界の日本人観・日本学総解説  筑紫哲也 1981/4/1
- 故事名言由来ことわざ・総解説 改訂増補新版 1981.9
- 世界の伝記自叙伝・総解説 三浦一郎他 1981.9
- 明治・大正・昭和の名著・総解説 小田切秀雄 1981.10
- 世界の神話伝説・総解説 : 天地創造・人類誕生から終末予言まで… 吉田敦彦ほか 1982.4
- 世界の推理小説・総解説 1982.9
- 世界の宗教と経典・総解説 1982/10/1
- 世界のオカルト文学 幻想文学・総解説 由良君美責任編集 1982/10/30
- 世界の日本人観・日本学総解説〈1983年最新版〉 筑紫哲也 1982/12/1
- 現代瞑想の世界・総解説　改訂新版 瞑想情報センター 橋本創造ほか 1983/1/1
- 日本の古典名著・総解説 (名著・総解説ダイヤル NO. 1) 1984/1/1
- 世界の推理小説・総解説 監修：中島河太郎/権田萬治 1984/1/1
- 世界の宗教と経典・総解説: 総解説 (名著・総解説ダイヤル NO. 8)  1984/1/1
- 日本の古典名著・総解説 [改訂新版］ 1984.3
- 歴史小説・時代小説総解説 1984.3
- 世界の海洋文学 総解説 小島敦夫 1984/6/1
- 世界を変えた戦争・革命・反乱総解説 : 最新追補=中東紛争/中米紛争 1984.12
- 世界のSF文学総解説 伊藤典夫責任編集 1984/12/1
- 聖書の世界・総解説 木田献一 [ほか]編 1985.2
- 世界の日本人観・総解説 1985年最新版 筑紫哲也 編・著 1985.2
- 日本の山の名著・総解説 近藤信行責任編集 1985.2
- 仏教経典の世界・総解説 : 知っておきたい有名経典・宗派別名著名品の内容全展望 金岡秀友ほか 1985.3
- 日本古代史と遺跡の謎・総解説 : ミステリアス・ジャパンの扉を開く焦点の問題200項 1985.4
- 世界のオカルト文学幻想文学・総解説 : 決定版 由良君美責任編集 1985.5
- 日本の戦乱・事変・騒動・総解説: “倭国大乱”から“全共闘とバリケ-ド闘争”まで… 1985/11/1
- 日本海軍の本・総解説 : 伝記・戦記・歴史・記録・回想録の名著全展望 [増補新版] 海軍史研究会 編 1985.12
- 日本陸軍の本・総解説 : 伝記・回想録・軍事史・戦記・戦争文学の名著・全展望 陸軍史研究会 編 1985.12
- 故事名言・由来ことわざ総解説 : 知っておきたい… 三浦一郎 他著 1986.6
- 世界文学の名作と主人公・総解説 : 知りたい・読みたい・話題の作品がこの1冊で全展望 1986.9
- 朝鮮人の日本人観・総解説 : 誰でも知りたい 1986.9
- 世界の冒険小説総解説  鎌田三平総編集 1987/6/1
- 世界の奇書 改訂版: 総解説 知りたい・読みたい・世界の奇書の決定版 1991/11/1
- 日本の艶本・珍書: 総解説 世界に誇るエロティシズム文学艶本の絢爛たる世界 1992/11/1
- 中国の古典名著 改訂版: 総解説 中国4000年 英知と思想の歴史を集大成 1992/11/1
- 伝記・自叙伝の名著・総解説: 歴史を変え、世界をつくった人々の生涯を知る人物事典 1992/11/1
- 日本の古典名著 改訂版: 総解説 日本人の知の足跡を集大成、名著早わかり事典 1992/11/1
- 世界の奇書 改訂版: 総解説 不思議を体験するめまいの読書百科 1992/11/1
- 仏教経典の世界 改訂版: 総解説 仏教経典八万四千の法門のエッセンス集 1992/11/1
- 世界の宗教と経典 改訂版: 総解説 各宗教の入門知識と最新動向の早わかり事典 1992/11/1
- 世界の推理小説・総解説: 翻訳ミステリと国内推理小説名作事典 1992/11/1
- 世界文学の名作と主人公 改訂版: 総解説 主人公で解く世界文学の名作事典 1992/11/1
- 世界の幻想文学 改訂版: 総解説 現実からジャンプする読書旅行への誘惑事典 1992/11/1
- 聖書の世界 改訂版: 総解説 世界で一番読まれている本の宇宙をダイジェスト 1992/11/1
- 世界の戦争・革命・反乱 改訂版: 総解説 世界地図を塗りかえた世界史像の解読大全 1992/11/1
- 日本古代史と遺跡の謎 改訂版: 総解説 古代ミステリアス・ジャパンの扉を開く鍵 水野裕ほか　1992/11/1
- 日本古代史と遺跡の謎・総解説: 古代ミステリアス・ジャパンの扉を解く鍵 (総解説シリーズ) 1993/12/30
- 世界の幻想文学・総解説: 〈現実〉からジャンプする読書旅行への“誘惑”事典 (総解説シリーズ) 1993/12/30
- 故事名言・由来・ことわざ総解説: あいまいな言葉の知識を今、自分の確かな“道具”へ (知的生活への実用事典シリ-ズ) 三浦一郎 1993/12/31
- 日本の古典名著・総解説: 古代から近世まで、日本文化の諸相を展望する四百編をこの一冊で把握 (総解説シリーズ) 1994/10/31
- 世界文学の名作と主人公・総解説: 主人公と心に残る名セリフから始まる知的イマジネ-ションの旅不朽の名作二三〇冊 (総解説シリーズ) 1994/10/31
- 世界の幻想文学・総解説: 〈現実〉からジャンプする読書旅行への“誘惑”事典 (総解説シリーズ) 1994/11/15
- 世界の古典名著・総解説: 人類が記した古典文学の遺産から「現代古典」までの集大成を読む (総解説シリーズ) 1994/11/20
- 世界の戦争・革命・反乱・総解説 1994/11/25
- 世界の奇書・総解説: 不思議を体験するめまいの渉猟百科 (総解説シリーズ) 1994/11/30
- 日本の艶本・珍書・総解説 佐藤要人 1994/12/15
- 日本古代史と遺跡の謎・総解説 1994/12/15
- 中国の古典名著・総解説 1994/12/15
- 古代文明と遺跡の謎・総解説 板倉勝正ほか 1994/12/15
- 世界の神話伝説・総解説 1994/12/15
- 仏教経典の世界・総解説 1994/12/15
- 聖書の世界・総解説 1994/12/15
- 世界の宗教と経典・総解説 1994/12/15
- 絵本・子どもの本総解説 赤木かん子 1995/12/25
- 世界の宗教と経典・総解説 (総解説シリーズ) 1996/4/15
- 世界の奇書・総解説: 書物がうみだす不思議の世界めまいの渉猟百科特設図書館 (総解説シリーズ) 1996/4/15
- 世界の神話伝説・総解説 (総解説シリーズ) 1996/4/15
- ベストガイド日本の名著: 明治~平成 (総解説シリーズ) 小田切秀雄  1996/4/20
- 世界の故事・名言・ことわざ総解説: 日本と世界中の英知と文化をユニ-クなジャンルで編集する「ことば」の実用事典 (総解説シリーズ) 三浦一郎 1996/5/10
- テレビ史ハンドブック: 読むテレビあるいはデ-タで読むテレビの歴史 (総解説シリーズ) 伊豫田康弘 1996/9/1
- 世界の海洋文学・総解説: 海を舞台に展開する人間のロマンと冒険。 (総解説シリーズ) 小島敦夫 1996/9/10
- 絵本・子どもの本総解説  赤木かん子 1997/1/1
- 中国の古典名著: 四〇〇〇年の歴史が織りなす全展望叡知・栄華・教訓・人生観の書物群 (総解説シリーズ) 1997/12/1
- 仏教経典の世界: 原始仏教から日本の各宗派まで有名経典による「仏」の世界案内 (総解説シリーズ) 1997/12/1
- 日本の古典名著: いにしえの叡知に学ぶ日本文学の系譜を辿る (総解説シリーズ) 1997/12/1
- テレビ史ハンドブック: 読むテレビあるいはデ-タで読むテレビの歴史 (総解説シリーズ) 伊豫田康弘 1998/1/1
- 世界の古典名著: 有史以来の哲学・思想・文芸・宗教・法律から「現代」の政治・経済・社会学までの書誌 (総解説シリーズ) 1998/4/1
- 聖書の世界: 旧約・新約・外典・偽典・翻訳・成立史・論争の歴史・考古学的発見による全体像 (総解説シリーズ) 1998/4/1
- 伝記・自叙伝の名著: 波瀾と魅力に満ちた生涯時代と分野でよむ人物伝 (総解説シリーズ) 1998/4/1
- 世界文学の名作と主人公: 登場人物の生き方に学ぶ物語のエピソ-ドを読む (総解説シリーズ) 1998/4/1
- 世界の奇書: 書物がうみだす不思議の世界めまいの渉猟百科特設図書館 (総解説シリーズ) 1998/4/1
- 世界の神話伝説: 神々の起源と誕生の系譜人類が語り継ぐ説話集成 (総解説シリーズ) 1998/4/1
- 世界の幻想文学:〈現実〉からジャンプするアナザ-・ワ-ルド・ガイド (総解説シリーズ) 四方田犬彦 ,東雅夫他 1998/4/1
- 日本古代史と遺跡の謎: 考古学が蘇生させる遠古からのメッセ-ジ (総解説シリーズ) 1998/6/1
- 古代文明と遺跡の謎: 失われた歴史を辿る世界の古代遺跡探訪 (総解説シリーズ) 1998/6/1
- 世界の戦争・革命・反乱: 世界を塗り変えた人類と歴史の爪痕 (総解説シリーズ) 1998/6/1
- 日本の艶本・珍書: 性愛と艶笑を謳う粋の世界エロティシズム和風文学館 (総解説シリーズ) 佐藤要人 1998/6/20
- 世界の故事・名言・ことわざ: 知りたい言葉の由来を読む豊かな知識を育む実用百科 (総解説シリーズ) 1998/7/1
- 世界の海洋文学: 海を舞台に繰り広げられる冒険とロマンの名作集大成 (総解説シリーズ) 小島敦夫 1998/7/1
- 絵本・子どもの本総解説 赤木かん子 1998/7/1
- 世界の宗教と経典: 古代から現代まで信仰と神仏の変遷 (総解説シリーズ) 1998/7/1
- カタカナ・外来語/略語辞典 (総解説シリ-ズ) 現代用語の基礎知識編集部 1999/9/1
- 世界の故事・名言・ことわざ: 総解説 (総解説シリーズ) 1999/12/1
- 絵本・子どもの本総解説 (総解説シリーズ) 赤木かん子 2000/7/1
- 聖書の世界: 「旧約・新約・外典・偽典」ダイジェスト (総解説シリーズ) 2001/4/1
- 世界の宗教: 失われた宗教・民族の宗教世界の三大宗教がわかる。 (総解説シリーズ) 2001/4/1
- こころの傷を読み解くための800冊の本: 総解説 赤木かん子 2001/5/1
- 中国の古典名著: 四千年の「書物の遺産」読書案内 (総解説シリーズ) 2001/6/1
- 日本の古典名著: いにしえの叡知に学び、系譜を巡る (総解説シリーズ) 2001/6/1
- 世界文学の名作と主人公: あのとき感動した、まだ読んでない素敵な小説、たくさんあります (総解説シリーズ) 2001/6/1
- 日本古代史の謎: 歴史の向こうに蘇える遠古からのメッセ-ジ (総解説シリーズ) 井上辰雄 2001/8/1
- 世界の古典名著: 有史以来の哲学・思想・文芸・宗教・法律から「現代」の政治・経済・社会学までの書誌 (総解説シリーズ) 2001/8/1
- 日本の現世宗教: 「生きる」ための心をさがす。 (総解説シリーズ) 大島宏之 2001/12/1
- 世界の故事・名言・ことわざ: 知りたい言葉の由来を読む、知識を育む「なるほど!」百科 (総解説シリーズ) 江川卓 2002/1/1
- 戦争・革命でよむ世界史: 総解説 三浦一郎 2002/5/1
- 絵本・子どもの本総解説 赤木かん子  2002/6/1
- 世界の神話伝説: 総解説 吉田敦彦 2002/7/1
- 世界の故事・名言・ことわざ: 知りたい言葉の由来を読む、知識を育む「なるほど!」百科 (総解説シリーズ) 江川卓 2002/12/1
- 世界の故事・名言・ことわざ: 知りたい言葉の由来を読む、知識を育む「なるほど!」百科 (総解説シリーズ) 江川卓 2004/11/1
- 絵本・子どもの本総解説 赤木かん子 2006/12/1
- 世界の宗教総解説: 失われた宗教・民族の宗教・世界三大宗教がわかる。高尾利数 2007/4/1
- 世界の故事名言ことわざ総解説 改訂第8版―知りたい言葉の由来を読む 知識を育むことば事典 江川卓ほか 2007/11/9
- 自然とかがくの絵本 総解説  赤木かん子 2008/1/1
- 絵本・子どもの本 総解説 赤木かん子 2009/5/1
- 世界の故事名言ことわざ総解説 江川卓 2009/6/1
- 世界の故事名言ことわざ: 総解説 江川卓 2012/3/1
- 世界の故事名言ことわざ総解説 江川卓他60名 2013/10/31
- 幕末の名著・檄文総解説 北影雄幸 2014/12/16
- 世界の故事名言ことわざ総解説 江川卓 2017/1/12
- 世界の故事名言ことわざ総解説　改訂第13版 江川卓 2024/10/21